# فهرست حاکمان صفوی گیلان
فهرست حاکمان صفوی گیلان دربرگیرندهٔ حاکمانی است که در ایران صفوی (۱۱۴۸–۹۰۷) بر گیلان فرمان راندند. گیلان در دوران صفوی، به تعبیر حزین لاهیجی، «اغلب در میانهٔ سه پادشاهِ صاحب‌دستگاه، انقسام داشت». حکومت‌های سه‌گانهٔ گیلان از شرق به غرب به‌ترتیب بیه‌پیش، بیه‌پس و تالش نام داشتند که بیه‌پیش به مرکزیت لاهیجان و توسط کیاییان، بیه‌پس به مرکزیت فومن و توسط اسحاقوندان، و بالاخره تالش به مرکزیت آستارا و توسط مهرانیان اداره می‌شد. به جز دوره‌ای کوتاه که در اثر دخالت حکومت مرکزی، بیه‌پس به بیه‌پیش ملحق شد، تلاش‌های متعدد این دو برای غلبه بر یکدیگر، نافرجام بود. گیلان در سال ۱۰۰۰ ه‍.ق توسط شاه عباس یکم (حک. ۱۰۳۸–۹۹۶) از حالت استقلال نسبی خارج شد. بیه‌پیش در ۶ شوال ۱۰۰۰ فتح شد و به فرهادخان قرامانلو سپرده شد. همزمان، بیه‌پس نیز به تصرف قزلباشان درآمد. تصرف تالش به دلیل مقاومت حاکم آن تا صفر ۱۰۰۱ طول کشید. با فتح گیلان، شاه عباس حکومت‌های موروثی را برانداخت با این حال، مهرانیان با اجازهٔ شاه از سال ۱۰۲۱ ه‍.ق دوباره حکومت موروثی را به دست آورده و تا پایان دولت صفوی حفظ نمودند.

## فهرست حاکمان
منبع
| بیه‌پیش | بیه‌پس                                                  | بیه‌پس                                                  | تالش                                                   | کشور ایران                                   |
| --- | ------------------------------------------------------ | ------------------------------------------------------ | ------------------------------------------------------ | -------------------------------------------- |
| کارکیا میرزا علی۹۱۰–۸۸۳پسر کارکیا سلطان محمد | امیره حسام‌الدین۹۲۲–۹۰۷پسر امیره دباج                   | امیره حسام‌الدین۹۲۲–۹۰۷پسر امیره دباج                   | سلطان محمد؟–قبل از ۹۰۵پسر قبادخان                      | شاه اسماعیل یکم۹۳۰–۹۰۷نوهٔ اوزون حسن          |
| سلطان حسن یکم۹۱۱–۹۱۰برادر کارکیا میرزا علی | امیره حسام‌الدین۹۲۲–۹۰۷پسر امیره دباج                   | امیره حسام‌الدین۹۲۲–۹۰۷پسر امیره دباج                   | سلطان محمد؟–قبل از ۹۰۵پسر قبادخان                      | شاه اسماعیل یکم۹۳۰–۹۰۷نوهٔ اوزون حسن          |
| خان‌احمد یکم۹۴۰–۹۱۱پسر سلطان حسن یکم | امیره حسام‌الدین۹۲۲–۹۰۷پسر امیره دباج                   | امیره حسام‌الدین۹۲۲–۹۰۷پسر امیره دباج                   | سلطان محمد؟–قبل از ۹۰۵پسر قبادخان                      | شاه اسماعیل یکم۹۳۰–۹۰۷نوهٔ اوزون حسن          |
| امیره دباج۹۴۲–۹۲۲پسر امیره حسام‌الدین | امیره دباج۹۴۲–۹۲۲پسر امیره حسام‌الدین                   | شاه تهماسب یکم۹۸۴–۹۳۰پسر شاه اسماعیل یکم               | سلطان محمد؟–قبل از ۹۰۵پسر قبادخان                      |                                              |
| امیره دباج۹۴۲–۹۲۲پسر امیره حسام‌الدین | امیره دباج۹۴۲–۹۲۲پسر امیره حسام‌الدین                   | شاه تهماسب یکم۹۸۴–۹۳۰پسر شاه اسماعیل یکم               | سلطان محمد؟–قبل از ۹۰۵پسر قبادخان                      | سلطان علی دوم۹۴۱–۹۴۰پسر خان‌احمد یکم          |
| سلطان حسن دوم۹۴۳–۹۴۱برادر سلطان علی | امیره حاتم کوهدمی (در رشت)۹۴۳–۹۴۲حاکم کوهدم            | امیره حاتم کوهدمی (در رشت)۹۴۳–۹۴۲حاکم کوهدم            | قبادخان۹۴۶–قبل از ۹۴۳ ق.پسر شاه‌قباد                    |                                              |
| سلطان حسن دوم۹۴۳–۹۴۱برادر سلطان علی | رستم فومنی۹۴۳سپهسالار                                  | شاه تهماسب یکم۹۸۴–۹۳۰پسر شاه اسماعیل یکم               | قبادخان۹۴۶–قبل از ۹۴۳ ق.پسر شاه‌قباد                    |                                              |
| خان‌احمد دوم۹۴۴–۹۴۳پسر سلطان حسن دوم | امیره محمد کوهدمی (در رشت)۹۴۵–۹۴۳حاکم کوهدم            | امیره محمد کوهدمی (در رشت)۹۴۵–۹۴۳حاکم کوهدم            | قبادخان۹۴۶–قبل از ۹۴۳ ق.پسر شاه‌قباد                    |                                              |
| بهرام میرزا صفوی۹۴۴پسر شاه اسماعیل یکم | امیره محمد کوهدمی (در رشت)۹۴۵–۹۴۳حاکم کوهدم            | امیره محمد کوهدمی (در رشت)۹۴۵–۹۴۳حاکم کوهدم            | قبادخان۹۴۶–قبل از ۹۴۳ ق.پسر شاه‌قباد                    |                                              |
| خان‌احمد دوم۹۷۵–۹۴۴پسر سلطان حسن دوم | پیوستن به بیه‌پیش از ۹۴۵ تا ۹۷۳.                        | پیوستن به بیه‌پیش از ۹۴۵ تا ۹۷۳.                        | بایندرخان یکمبعد از ۹۸۹–۹۴۶پسر کیقبادخان               |                                              |
| خان‌احمد دوم۹۷۵–۹۴۴پسر سلطان حسن دوم | امیره شاهرخ۹۵۷–۹۵۰                                     |                                                        | بایندرخان یکمبعد از ۹۸۹–۹۴۶پسر کیقبادخان               |                                              |
| خان‌احمد دوم۹۷۵–۹۴۴پسر سلطان حسن دوم | امیره محمود (در رشت)۹۷۰–۹۶۵پسر امیره دباج              |                                                        | بایندرخان یکمبعد از ۹۸۹–۹۴۶پسر کیقبادخان               |                                              |
| تقسیم بین امرای قزلباش از ۹۷۵ تا ۹۸۵. | جمشیدخان (از ۹۸۰ در رشت)۹۸۸–۹۷۳پسر امیره محمود         | جمشیدخان (از ۹۸۰ در رشت)۹۸۸–۹۷۳پسر امیره محمود         | بایندرخان یکمبعد از ۹۸۹–۹۴۶پسر کیقبادخان               |                                              |
| سلطان هاشم۹۷۶ | جمشیدخان (از ۹۸۰ در رشت)۹۸۸–۹۷۳پسر امیره محمود         | جمشیدخان (از ۹۸۰ در رشت)۹۸۸–۹۷۳پسر امیره محمود         | بایندرخان یکمبعد از ۹۸۹–۹۴۶پسر کیقبادخان               |                                              |
| کارکیا حسین۹۷۹–۹۷۸ | جمشیدخان (از ۹۸۰ در رشت)۹۸۸–۹۷۳پسر امیره محمود         | جمشیدخان (از ۹۸۰ در رشت)۹۸۸–۹۷۳پسر امیره محمود         | بایندرخان یکمبعد از ۹۸۹–۹۴۶پسر کیقبادخان               |                                              |
| امام‌قلی میرزا صفوی۹۸۰–۹۷۹پسر شاه تهماسب یکم | جمشیدخان (از ۹۸۰ در رشت)۹۸۸–۹۷۳پسر امیره محمود         | جمشیدخان (از ۹۸۰ در رشت)۹۸۸–۹۷۳پسر امیره محمود         | بایندرخان یکمبعد از ۹۸۹–۹۴۶پسر کیقبادخان               | شاه اسماعیل دوم۹۸۵–۹۸۴پسر شاه تهماسب یکم     |
| خان‌احمد دوم۱۰۰۰–۹۸۵پسر سلطان حسن دوم | کامران میرزا کوهدمی (در رشت)۹۸۹–۹۸۸حاکم کوهدم          | کامران میرزا کوهدمی (در رشت)۹۸۹–۹۸۸حاکم کوهدم          | بایندرخان یکمبعد از ۹۸۹–۹۴۶پسر کیقبادخان               | شاه محمد خدابنده۹۹۶–۹۸۵برادر شاه اسماعیل دوم |
| خان‌احمد دوم۱۰۰۰–۹۸۵پسر سلطان حسن دوم | سلطان محمود بیه‌پسی۹۸۹                                  |                                                        | بایندرخان یکمبعد از ۹۸۹–۹۴۶پسر کیقبادخان               | شاه محمد خدابنده۹۹۶–۹۸۵برادر شاه اسماعیل دوم |
| خان‌احمد دوم۱۰۰۰–۹۸۵پسر سلطان حسن دوم | محمدامین‌خان (تا ۹۹۲ در رشت)۹۹۴–۹۹۰پسر جمشیدخان         |                                                        | بایندرخان یکمبعد از ۹۸۹–۹۴۶پسر کیقبادخان               | شاه محمد خدابنده۹۹۶–۹۸۵برادر شاه اسماعیل دوم |
| خان‌احمد دوم۱۰۰۰–۹۸۵پسر سلطان حسن دوم | حمزه‌خان یکم۱۰۰۰–قبل از ۹۹۳پسر بایندرخان                |                                                        |                                                        | شاه محمد خدابنده۹۹۶–۹۸۵برادر شاه اسماعیل دوم |
| خان‌احمد دوم۱۰۰۰–۹۸۵پسر سلطان حسن دوم | ابراهیم‌خان (در رشت)۹۹۴–۹۹۳برادر محمدامین‌خان            |                                                        |                                                        | شاه محمد خدابنده۹۹۶–۹۸۵برادر شاه اسماعیل دوم |
| خان‌احمد دوم۱۰۰۰–۹۸۵پسر سلطان حسن دوم | محمدامین‌خان (در رشت)۹۹۹–۹۹۴پسر جمشیدخان                | ابراهیم‌خان (در فومن)۱۰۰۰–۹۹۴برادر محمدامین‌خان          |                                                        | شاه محمد خدابنده۹۹۶–۹۸۵برادر شاه اسماعیل دوم |
| خان‌احمد دوم۱۰۰۰–۹۸۵پسر سلطان حسن دوم | محمدامین‌خان (در رشت)۹۹۹–۹۹۴پسر جمشیدخان                | ابراهیم‌خان (در فومن)۱۰۰۰–۹۹۴برادر محمدامین‌خان          | شاه عباس یکم۱۰۳۸–۹۹۶پسر شاه محمد خدابنده               |                                              |
| خان‌احمد دوم۱۰۰۰–۹۸۵پسر سلطان حسن دوم | پیوستن رشت و توابع به فومن.                            | ابراهیم‌خان (در فومن)۱۰۰۰–۹۹۴برادر محمدامین‌خان          |                                                        |                                              |
| مهدی‌قلی‌خان شاملو۱۰۰۱–۱۰۰۰ | علی‌خان فومنی۱۰۰۰                                       | علی‌خان فومنی۱۰۰۰                                       |                                                        |                                              |
| مهدی‌قلی‌خان شاملو۱۰۰۱–۱۰۰۰ | شاه‌ملک فومنی۱۰۰۱–۱۰۰۰سپهسالار بیه‌پس                    |                                                        |                                                        |                                              |
| فرهادخان قرامانلو۱۰۰۴–۱۰۰۱امیرالامرا | علی‌خان فومنی۱۰۰۲–۱۰۰۱                                  | علی‌خان فومنی۱۰۰۲–۱۰۰۱                                  | ذوالفقارخان قرامانلو۱۰۰۷–۱۰۰۱امیرالامرا                |                                              |
| فرهادخان قرامانلو۱۰۰۴–۱۰۰۱امیرالامرا | تقسیم بین امرای قزلباش از ۱۰۰۲ تا ۱۰۰۷.                |                                                        | ذوالفقارخان قرامانلو۱۰۰۷–۱۰۰۱امیرالامرا                |                                              |
| درویش محمدخان روملو۱۰۰۵–۱۰۰۴امیرالامرا |                                                        |                                                        | ذوالفقارخان قرامانلو۱۰۰۷–۱۰۰۱امیرالامرا                |                                              |
| اغورلو سلطان چگینی۱۰۰۷–۱۰۰۵امیرالامرا |                                                        |                                                        | ذوالفقارخان قرامانلو۱۰۰۷–۱۰۰۱امیرالامرا                |                                              |
| در سال ۱۰۰۷، به جز تالش، شاه عباس تمام تیول‌های گیلان را از تیول‌داران گرفت و به اراضی خاصه ملحق کرد و خواجه محمدشفیع خراسانی به عنوان وزیر گیلان منصوب شد. در سال ۱۰۰۹، وزارت آستارا و گسکر نیز به او محول شد. در سال ۱۰۱۴ آستارا و گسکر از تیول ذوالفقارخان قرامانلو خارج شده و جزو اراضی خاصه شدند. |                                                        |                                                        |                                                        |                                              |
| میرزا مسعود خراسانی۱۰۱۳–۱۰۰۹وزیر | بهزاد بیگ استرآبادی (در رشت)۱۰۱۲–۱۰۰۷وزیر              | اصلان بیگ شاملو (در فومن)۱۰۱۲–۱۰۰۷وزیر                 | بدون حاکم.تیول برای ذوالفقارخان قرامانلو از ؟ تا ۱۰۱۴. |                                              |
| میرزا مسعود خراسانی۱۰۱۳–۱۰۰۹وزیر | بهزاد بیگ استرآبادی (در رشت)۱۰۱۲–۱۰۰۷وزیر              | کارکیا فتحی۱۰۱۲                                        | بدون حاکم.تیول برای ذوالفقارخان قرامانلو از ؟ تا ۱۰۱۴. |                                              |
| بهزاد بیگ استرآبادی۱۰۱۹–۱۰۱۳وزیر | بهزاد بیگ استرآبادی۱۰۱۹–۱۰۱۲وزیر                       | بهزاد بیگ استرآبادی۱۰۱۹–۱۰۱۲وزیر                       | بهزاد بیگ استرآبادی۱۰۱۹–۱۰۱۴وزیر                       |                                              |
| عزل بهزاد بیگ استرآبادی و خالی ماندن منصب وزارت در گیلان از ۱۰۱۹ تا ۱۰۲۱. |                                                        |                                                        |                                                        |                                              |
| میرزا تقی اصفهانی۱۰۲۳–۱۰۲۱وزیر | اصلان بیگ شاملو۱۰۳۲–۱۰۲۱وزیر                           | اصلان بیگ شاملو۱۰۳۲–۱۰۲۱وزیر                           | بایندرخان دوم۱۰۳۷–۱۰۲۱پسر حمزه‌خان یکم                  |                                              |
| اولیا بیگ۱۰۲۳وزیر | علی‌قلی بیگ۱۰۲۳وزیر                                     | علی‌قلی بیگ۱۰۲۳وزیر                                     | بایندرخان دوم۱۰۳۷–۱۰۲۱پسر حمزه‌خان یکم                  |                                              |
| اصلان بیگ شاملو۱۰۳۲–۱۰۲۳وزیر | اصلان بیگ شاملو۱۰۳۲–۱۰۲۳وزیر                           | اصلان بیگ شاملو۱۰۳۲–۱۰۲۳وزیر                           | بایندرخان دوم۱۰۳۷–۱۰۲۱پسر حمزه‌خان یکم                  |                                              |
| میرزا عبدالله اصفهانی۱۰۳۹–۱۰۳۲وزیر | اسماعیل بیگ شاملو۱۰۳۸–۱۰۳۲وزیر                         | اسماعیل بیگ شاملو۱۰۳۸–۱۰۳۲وزیر                         | بایندرخان دوم۱۰۳۷–۱۰۲۱پسر حمزه‌خان یکم                  |                                              |
| میرزا عبدالله اصفهانی۱۰۳۹–۱۰۳۲وزیر | اسماعیل بیگ شاملو۱۰۳۸–۱۰۳۲وزیر                         | اسماعیل بیگ شاملو۱۰۳۸–۱۰۳۲وزیر                         | ساروخان۱۰۶۳–۱۰۳۷برادر بایندرخان دوم                    |                                              |
| کالنجار سلطان۱۰۳۹–۱۰۳۸ | کالنجار سلطان۱۰۳۹–۱۰۳۸                                 | کالنجار سلطان۱۰۳۹–۱۰۳۸                                 | شاه صفی یکم۱۰۵۲–۱۰۳۸نوهٔ شاه عباس یکم                   |                                              |
| ساروخان۱۰۴۰–۱۰۳۹سپهسالار |                                                        |                                                        | شاه صفی یکم۱۰۵۲–۱۰۳۸نوهٔ شاه عباس یکم                   |                                              |
| میرزا تقی اصفهانی (ساروتقی اعتمادالدوله)۱۰۴۴–۱۰۴۰وزیر |                                                        |                                                        | شاه صفی یکم۱۰۵۲–۱۰۳۸نوهٔ شاه عباس یکم                   |                                              |
| میرزا تقی دولت‌آبادی اصفهانی۱۰۴۶–۱۰۴۴وزیر | آقا زمان اصفهانی؟–۱۰۴۴وزیر                             | آقا زمان اصفهانی؟–۱۰۴۴وزیر                             | شاه صفی یکم۱۰۵۲–۱۰۳۸نوهٔ شاه عباس یکم                   |                                              |
| میرزا صالح ترکمان؟–۱۰۴۶وزیر | لاچین آقاحداقل در ۱۰۵۲وزیر                             | لاچین آقاحداقل در ۱۰۵۲وزیر                             | شاه صفی یکم۱۰۵۲–۱۰۳۸نوهٔ شاه عباس یکم                   |                                              |
| میرزا جعفر قزوینی۱۰۶۴–؟وزیر | نظام‌الملکحداقل در ۱۰۵۹وزیر                             | نظام‌الملکحداقل در ۱۰۵۹وزیر                             | شاه عباس دوم۱۰۷۷–۱۰۵۲پسر شاه صفی یکم                   |                                              |
| میرزا جعفر قزوینی۱۰۶۴–؟وزیر | نظام‌الملکحداقل در ۱۰۵۹وزیر                             | نظام‌الملکحداقل در ۱۰۵۹وزیر                             | شاه عباس دوم۱۰۷۷–۱۰۵۲پسر شاه صفی یکم                   | قلیچ‌خانبعد از ۱۰۷۴–۱۰۶۳پسر ساروخان           |
| میرزا هاشم؟–۱۰۶۴وزیر | عوض بیگ۱۰۷۴–۱۰۷۰وزیر                                   | عوض بیگ۱۰۷۴–۱۰۷۰وزیر                                   | شاه عباس دوم۱۰۷۷–۱۰۵۲پسر شاه صفی یکم                   |                                              |
| وزیران ناشناخته. | وزیران ناشناخته.                                       | وزیران ناشناخته.                                       | شاه سلیمان یکم۱۱۰۵–۱۰۷۷پسر شاه عباس دوم                |                                              |
| وزیران ناشناخته. | وزیران ناشناخته.                                       | وزیران ناشناخته.                                       | شاه سلیمان یکم۱۱۰۵–۱۰۷۷پسر شاه عباس دوم                | حمزه‌خان دوم۱۱۰۹–؟                            |
| وزیران ناشناخته. | میرزا محمدکریمحداقل در ۱۱۰۷وزیر                        | میرزا محمدکریمحداقل در ۱۱۰۷وزیر                        | شاه سلطان‌حسین۱۱۳۵–۱۱۰۵پسر شاه سلیمان یکم               |                                              |
| میرزا محمدحسینحداقل در ۱۱۲۲وزیر | میرزا محمدحسینحداقل در ۱۱۲۲وزیر                        | میرزا محمدحسینحداقل در ۱۱۲۲وزیر                        | شاه سلطان‌حسین۱۱۳۵–۱۱۰۵پسر شاه سلیمان یکم               | عباس‌قلی‌خان۱۱۲۶–۱۱۰۹                          |
| کلب‌علی‌خانقبل از ۱۱۲۴وزیر |                                                        |                                                        | شاه سلطان‌حسین۱۱۳۵–۱۱۰۵پسر شاه سلیمان یکم               | عباس‌قلی‌خان۱۱۲۶–۱۱۰۹                          |
| محمدعلی‌خانحداقل در ۱۱۳۵وزیر | محمدعلی‌خانحداقل در ۱۱۳۵وزیر                            | محمدعلی‌خانحداقل در ۱۱۳۵وزیر                            | شاه سلطان‌حسین۱۱۳۵–۱۱۰۵پسر شاه سلیمان یکم               | حیدرخان۱۱۳۷–قبل از ۱۱۳۵                      |
| محمدعلی‌خانحداقل در ۱۱۳۵وزیر | محمدعلی‌خانحداقل در ۱۱۳۵وزیر                            | محمدعلی‌خانحداقل در ۱۱۳۵وزیر                            | شاه تهماسب دوم۱۱۴۵–۱۱۳۵پسر شاه سلطان‌حسین               | حیدرخان۱۱۳۷–قبل از ۱۱۳۵                      |
| محمدعلی‌خانحداقل در ۱۱۳۵وزیر | محمدعلی‌خانحداقل در ۱۱۳۵وزیر                            | محمدعلی‌خانحداقل در ۱۱۳۵وزیر                            | سبحان‌وردی‌خان۱۱۳۸–؟                                     |                                              |
| محمدعلی‌خانحداقل در ۱۱۳۵وزیر | محمدعلی‌خانحداقل در ۱۱۳۵وزیر                            | محمدعلی‌خانحداقل در ۱۱۳۵وزیر                            | یحیی‌خان۱۱۳۹–؟                                          |                                              |
| سرلشکر واسیلی یاکوولویچ لواشوف۱۱۴۲–۱۱۳۶حاکم نظامی روسی | سرلشکر واسیلی یاکوولویچ لواشوف۱۱۴۲–۱۱۳۶حاکم نظامی روسی | سرلشکر واسیلی یاکوولویچ لواشوف۱۱۴۲–۱۱۳۶حاکم نظامی روسی | محمودشاه هوتکی۱۱۳۷–۱۱۳۵حاکم قندهار                     |                                              |
| سرلشکر واسیلی یاکوولویچ لواشوف۱۱۴۲–۱۱۳۶حاکم نظامی روسی | سرلشکر واسیلی یاکوولویچ لواشوف۱۱۴۲–۱۱۳۶حاکم نظامی روسی | سرلشکر واسیلی یاکوولویچ لواشوف۱۱۴۲–۱۱۳۶حاکم نظامی روسی | اشرف‌شاه هوتکی۱۱۴۲–۱۱۳۷پسرعموی محمود                    |                                              |
| سرلشکر واسیلی یاکوولویچ لواشوف۱۱۴۲–۱۱۳۶حاکم نظامی روسی | سرلشکر واسیلی یاکوولویچ لواشوف۱۱۴۲–۱۱۳۶حاکم نظامی روسی | سرلشکر واسیلی یاکوولویچ لواشوف۱۱۴۲–۱۱۳۶حاکم نظامی روسی | سرلشکر یوهان استیرشانتس۱۱۴۰–۱۱۳۹حاکم نظامی روسی        |                                              |
| سرلشکر واسیلی یاکوولویچ لواشوف۱۱۴۲–۱۱۳۶حاکم نظامی روسی | سرلشکر واسیلی یاکوولویچ لواشوف۱۱۴۲–۱۱۳۶حاکم نظامی روسی | سرلشکر واسیلی یاکوولویچ لواشوف۱۱۴۲–۱۱۳۶حاکم نظامی روسی | موسی‌خانبعد از ۱۱۴۸–۱۱۴۰                                |                                              |
| سرلشکر ایگور ایوانوویچ فامینتسین۱۱۴۳–۱۱۴۲حاکم نظامی روسی |                                                        |                                                        |                                                        |                                              |
| محمدرضاخان عبدل‌لو قورچی‌باشیحداقل در ۱۱۴۴سپهسالار | محمدرضاخان عبدل‌لو قورچی‌باشیحداقل در ۱۱۴۴سپهسالار       | محمدرضاخان عبدل‌لو قورچی‌باشیحداقل در ۱۱۴۴سپهسالار       | شاه عباس سوم۱۱۴۸–۱۱۴۵پسر شاه تهماسب دوم                |                                              |

## یادداشت
1. ↑  گاهی مرکزیت بیه‌پس به رشت منتقل می‌شد.
2. ↑  خان‌احمد دوم در سال ۹۷۰، پسرش سلطان حسن سوم را به نیابت از خود، به حکومت بیه‌پس فرستاد.
3. ↑  الله‌قلی سلطان استاجلو، اسکندر بیگ افشار، حمزه بیگ تالش، زینل بیگ ذوالقدر و شرف‌خان بدلیسی.
4. 1 2  به دلیل شورش افغانان غلزایی، سقوط پایتخت ایران و نابسامانی وضعیت اداری، حاکمیت دولت مرکزی بر گیلان بسیار ضعیف بود. از سوی دیگر، اشغال گیلان توسط امپراتوری روسیه و انعقاد پیمان سن‌پترزبورگ، موجب شد که عزل و نصب حاکمان محلی گیلان توسط فرماندهان نظامی روسی انجام شود.
5. ↑  از سوی شاه تهماسب دوم منصوب شد ولی فاقد قدرت بالفعل بود.
6. ↑  مستقل از سبحان‌وردی‌خان بود و از سوی حکومت نظامی گیلان گمارده شد که سرانجام به دلیل شورش بر روس‌ها، برکنار شد.
7. ↑  از سوی حکومت نظامی گیلان گمارده شد.